# Theridion cocosense
Theridion cocosense là một loài nhện trong họ Theridiidae.
Loài này thuộc chi Theridion. Theridion cocosense được Embrik Strand miêu tả năm 1906.